# Florence Baker
Florence Barbara Maria von Sass (n. 6 august 1841, Aiud, Imperiul Austriac – d. 11 martie 1916, Newton Abbot, Devon, Anglia) a fost o exploratoare de origine ardeleană. Ocazional apare de asemenea în formele germană Maria Freiin von Sass, Barbara Sass, Barbara Maria Sass, maghiară Sass Flóra sau Szász Flóra, română Florica Maria Sas, engleză lady Florence Baker, Florence, lady Baker sau Lady Baker. A fost a doua soție a  exploratorul britanic Sir Samuel White Baker, pe care l-a însoțit în toate călătoriile sale spre izvoarele Nilului, până la lacul Albert din Africa.

## Tinerețe
Barbara Maria a rămas orfană la vârsta de 7 ani, după ce părinții ei au fost uciși în timpul luptelor legate de revoluțiile maghiară și română din 1848: nu se știe nimic sigur despre originile lor, săsești, secuiești sau românești, dar se pare că familia făcea parte din grănicerii liberi.
Ulterior a fost închisă într-un harem din Imperiul Otoman, al cărui stăpân o vinde în piața de robi din Vidin în 1859.
Samuel White Baker, un aventurier englez de 37 de ani, se grăbește să o cumpere înaintea Pașei din Vidin, apoi fuge cu ea la București. Din acel moment, perechea nu se mai desparte. Sam Baker se angajează la compania engleză „Danube and Black Sea Railway” care, în Dobrogea, construiește calea ferată Cernavodă-Constanța. La Constanța, la cererea și din plata lui Sam Baker, consulul britanic îi emite fetei (care nu avea acte) un pașaport pe numele Florence Barbara Maria Finnian. Apoi perechea se îmbarcă spre Marea Britanie. La 18 ani Florence vorbea patru limbi: româna, maghiara, germana și turca. Mai târziu a învățat, de asemenea, engleza, araba și kiswahili.

## Explorările

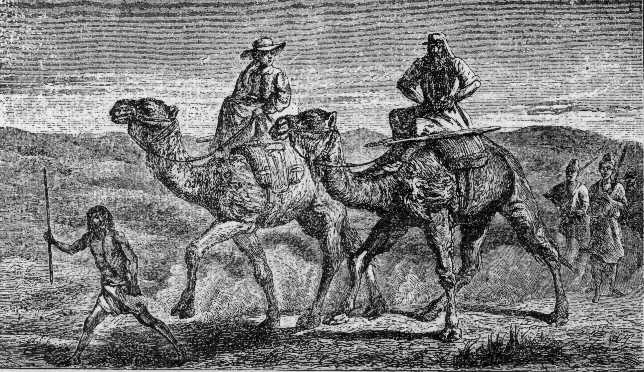
În Africa

În 1861 Florence Finnian participă la expediția iubitului său spre izvoarele (încă necunoscute) ale Nilului. Împreună descoperă lacul Albert (azi între Congo-Kinshasa și Uganda) și regiunea împrejmuitoare a Africii ecuatoriale. Expediția are un răsunet important și Sam Baker este înnobilat. În 1865 cei doi s-au căsătorit, iar Florence a devenit Lady. În 1869, la cererea Hedivului Turco-Egiptean, Sam Baker organizează o nouă expediție spre regiunile ecuatoriale ale Nilului, cu dublul obiectiv de a deschide un nou drum comercial și de a pune capăt negoțului arabo-musulman de sclavi africani. Florence îl însoțește încă odată, ocupându-se cu logistica expediției: cunoștințele sale privind igiena și tratarea bolilor tropicale, a limbilor, a mentalităților din zona otomană și musulmană, diplomația sa, îi sunt lui Sam indispensabile. Florence reușește acolo unde alți exploratori dăduseră greș, deoarece ea nutrea față de semenii săi stimă, simpatie sau aversiune în funcție de caracterul fiecăruia, neținând cont de rasă, de limbă, de religie sau de grad, care îi erau indiferente. La Cairo, Sir Samuel White Baker primește de la turco-egipteni gradul de Pașă și de maior-general în armata otomană, comandament care trece sub ordinele sale o trupă de 1700 ostași egipteni. Hedivul îl numește guvernator general al teritoriului ecuatorial, care corespunde cu actualele state ale Sudanului de Sud și Ugandei.
În 1874 Samuel și Florence Baker s-au întors în Anglia, unde au cumpărat conacul de la Sandford Orleight, în Devon. Conacul respectiv a devenit reședința lor definitivă.
Lady Florence, ca fostă roabă crescută într-un harem și cumpărată de soțul său, avea o reputație sulfuroasă în societatea britanică xenofobă, din secolul XIX, dar succesul expedițiilor, renumele lui Samuel Baker, rolul jucat de ea în expediții și buna sa educație i-au deschis în cele din urmă și ușile saloanelor "high-life" ; doar regina Victoria a refuzat până la capăt să o primească oficial.

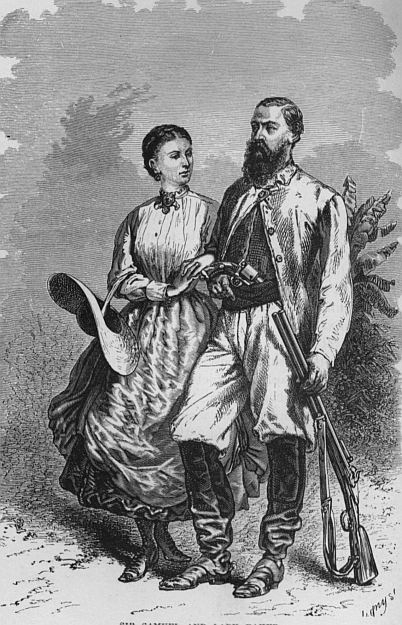
Florence și Samuel Baker